# Formula Renault 2000 Italia 2000
Il campionato di Formula Renault 2000 Italia 2000 è stata la prima edizione della serie italiana della Formula Renault 2.0. È stato vinto da Felipe Massa.

## Classifiche

### Classifica piloti[1]
| Pos | Pilota                 | Gare | Vittorie | Punti |
| --- | ---------------------- | ---- | -------- | ----- |
| 1   | Felipe Massa           | 8    | 4        | 147   |
| 2   | Raffaele Giammaria     | 10   | 2        | 147   |
| 3   | Ronnie Quintarelli     | 10   | 2        | 145   |
| 4   | Alessandro Piccolo     | 10   | 0        | 131   |
| 5   | Roberto Toninelli      | 10   | 0        | 88    |
| 6   | Fabrizio del Monte     | 10   | 0        | 82    |
| 7   | Mirko Venturi          | 10   | 0        | 82    |
| 8   | Natale Maggio          | 10   | 0        | 76    |
| 9   | Nicola Gianniberti     | 10   | 1        | 74    |
| 10  | Augusto Farfus         | 9    | 1        | 46    |
| 11  | Filippo Zadotti        | 10   | 0        | 46    |
| 12  | Matteo Grassotto       | 4    | 0        | 44    |
| 13  | Richard Antinucci      | 6    | 0        | 42    |
| 14  | Fausto Ippoliti        | 10   | 0        | 40    |
| 15  | Alessandro Vitacolonna | 6    | 0        | 36    |
| 16  | Davide Mastracci       | 8    | 0        | 30    |
| 17  | Ryan Briscoe           | 1    | 0        | 16    |
| 18  | Luca Pasquanesi        | 9    | 0        | 12    |
| 19  | Fabrizio De Pace       | 2    | 0        | 10    |
| 20  | Michele Rugolo         | 9    | 0        | 10    |
| 21  | Markus Winkelhock      | 4    | 0        | 8     |
| 22  | Luca Scarcia           | 3    | 0        | 6     |
| 23  | Stefano d'Aste         | 4    | 0        | 6     |
| 24  | Denis Babuin           | 6    | 0        | 6     |
| 25  | Giovanni Berton        | 3    | 0        | 4     |
| 26  | Stefano Mocellini      | 6    | 0        | 2     |